# ويليام جون بانكس
كان ويليام جون بانكس (11 ديسمبر 1786 - 15 أبريل 1855) سياسيًا ومستكشفًا وعالمًا بالتاريخ المصري ومغامرًا إنجليزيًا. كان الابن الثاني للنائب هنري بانكس، لكنه الأول الذي بقي على قيد الحياة، كما كان عضوًا في عائلة بانكس في دورست. سافر مرارًا إلى الشرق الأدنى ومصر وقام جمع مجموعة خاصة واسعة من المصنوعات اليدوية المصرية. كان لعمله في مصر أهمية كبرى على الرغم من عدم الاعتراف به حتى وقت قريب. كان صديقًا مقربًا من الورد بايرون وسمويل روجرز والسير تشارلز باري، كما شغل منصب عضو حزب المحافظين في البرلمان عن ترورو في عام 1810، عن جامعة كامبريدج من 1822 إلى 1826، لمارلبورو (الدائرة الانتخابية البرلمانية في المملكة المتحدة التي شغلها جده لأمه، ويليام وودلي، منذ العام 1780 وحتى العام 1784) منذ العام 1829 وحتى 1832 وأخيرًا عن دورست منذ 1832 حتى سنة 1835.

## تعليمه، صداقاته ومغامراته
أصبح ويليام بانكس مهتمًا بالاستكشاف والاكتشاف وكان لديه شغف واضح بمصر القديمة والفنون الجميلة. لمجموعته الضخمة من لملاحظاته ومخطوطاته ورسوماته التي جمعها خلال رحلاته الاستكشافية على طول نهر النيل في مصر والنوبة والشرق الأدنى برفقة جيوفاني فيناتي، الذي ترجم مذكراته، قيمة تاريخية كبيرة وهي تعتبر التأريخ الوحيد المسجّل لبعض النقوش والآثار. نشر كتابًا بعنوان «رحلات في الشرق».
كان بانكس رجلاً مثقفًا وثريًا، على الرغم من أنه كان في بعض الأحيان مزعجًا وصاخبًا إلى حد ما. ولد في عام 1786 لفرانسيس وودلي (ولدت عام 1760 وتوفيت عام 1823) وهنري بانكس، عضو البرلمان، من كينغستون لاسي وقلعة كورف في دورست. كانت فرانسيس الابنة الكبرى لوليام وودلي (عضو البرلمان عن جريت بيدوين ومارلبورو)، حاكم جزر ليوارد (1766-1771 و1791-1793)، وزوجته فرانسيس باين من سانت كيتس. كانت ماريا بانكس عمة ويليام، وهي شاعرة معروفة، عُرفت بأنها المتبرع والداعم الأبرز للشاعر الإسكتلندي روبرت بيرنز. تزوجت شقيقة ويليام، آن فرانسيس بانكس، من إدوارد بوسكاوين، أول إيرل لفالماوث في عام 1810. في عام 1841، وعند وفاة زوجها، عادت الليدي فالماوث للإقامة في كينجستون لاسي. كانت السيدة فالماوث، في غياب شقيقها، المسؤولة عن إعادة زخرفة كينغستون لاسي، وهو عمل بدأته والدتها فرانسيس (وودلي) بانكس.
كان بانكس ثاني في الترتيب من بين خمسة أطفال، والابن الأكبر ممن بقواعلى قيد الحياة. تلقى تعليمه في مدرسة وستمنستر وتابع دراسته في كلية ترينيتي بكامبريدج حيث حصل على درجة البكالوريوس في عام 1808 والماجستير في عام 1811. أصبح لورد بايرون، وهو طالب في كلية ترينيتي، صديق بانكس مدى الحياة وترافقا أحيانًا في جولات الأخير الأوروبية.
ورث بانكس قاعو سوتون في فلينتشاير، ويلز من عمه الأكبر، كما ورث منزل العائلة في كينغستون لايسي عام 1835. اتخذ بانكس القصر موطنًا لسنوات عديدة وهو لا يزال يضم مجموعاته الضخمة من الأعمال الفنية والتحف.
كان السير تشارلز باري أيضًا، وهو المهندس المعماري الشهير في عصره، صديقًا لبانكس واستمرت صداقتهما مدة طويلة. التقى الرجلان عام 1819 في معبد رمسيس في أبو سمبل، حيث رسم بانكس رسومات ورتب لنقل المسلة ثنائية اللغة من فيلاي التي يمكن رؤيتها في حدائق كينغستون لاسي اليوم. كان لدى بانكس احترامٌ كبير لمواهب باري، وأنجز باري الكثير من أعمال البناء في ممتلكات عائلة بانكس على مر السنين. يشتهر باري بمواهبه المعمارية التي طُبّقت على قصر وستمنستر وكنيسة القديس بطرس في برايتون وبرج فيكتوريا وجسر وستمنستر. استوحى أعماله من الهندسة المعمارية من عصر النهضة الإيطالية وساهم في تحسين تصميم منزل بانكس في كينغستون لاسي.